# Unione Sovietica ai IX Giochi olimpici invernali
L'Unione Sovietica partecipò ai IX Giochi olimpici invernali, svoltisi a Innsbruck, Austria, dal 29 gennaio al 9 febbraio 1964, con una delegazione di 69 atleti impegnati in otto discipline.

## Medagliere

### Per discipline
| Sport                   | Oro | Argento | Bronzo | Totale |
| ----------------------- | --- | ------- | ------ | ------ |
| Pattinaggio di velocità | 5   | 5       | 2      | 12     |
| Sci di fondo            | 3   | 1       | 4      | 8      |
| Biathlon                | 1   | 1       | 0      | 2      |
| Hockey su ghiaccio      | 1   | 0       | 0      | 1      |
| Pattinaggio di figura   | 1   | 0       | 0      | 1      |
| Combinata nordica       | 0   | 1       | 0      | 1      |
| Totale                  | 11  | 8       | 6      | 25     |

### Medaglie
| Medaglia | Atleta | Sport                   | Evento                         |
| -------- | --- | ----------------------- | ------------------------------ |
| Oro      | Vladimir Melanin | Biathlon                | Individuale                    |
| Oro      | Viktor Konovalenko Boris Zajcev Vitalij Davidov Ėduard Ivanov Aleksandr Ragulin Oleg Zajcev Viktor Kuz'kin Vjačeslav Staršinov Boris Majorov Viktor Jakušev Konstantin Loktev Veniamin Aleksandrov Anatolij Firsov Aleksandr Al'metov Leonid Volkov Stanislav Petjuchov Evgenij Majorov | Hockey su ghiaccio      | Maschile                       |
| Oro      | Ljudmila Belousova Oleg Protopopov | Pattinaggio di figura   | Pattinaggio di figura a coppie |
| Oro      | Ants Antson | Pattinaggio di velocità | 1500 m maschile                |
| Oro      | Lidija Skoblikova | Pattinaggio di velocità | 500 m femminile                |
| Oro      | Lidija Skoblikova | Pattinaggio di velocità | 1000 m femminile               |
| Oro      | Lidija Skoblikova | Pattinaggio di velocità | 1500 m femminile               |
| Oro      | Lidija Skoblikova | Pattinaggio di velocità | 3000 m femminile               |
| Oro      | Klavdija Bojarskich | Sci di fondo            | 5 km femminile                 |
| Oro      | Klavdija Bojarskich | Sci di fondo            | 10 km femminile                |
| Oro      | Alevtina Kolčina Evdokija Mekšilo Klavdija Bojarskich | Sci di fondo            | Staffetta femminile            |
| Argento  | Aleksandr Privalov | Biathlon                | Individuale                    |
| Argento  | Evgenij Grišin | Pattinaggio di velocità | 500 m maschile                 |
| Argento  | Vladimir Orlov | Pattinaggio di velocità | 500 m maschile                 |
| Argento  | Irina Egorova | Pattinaggio di velocità | 500 m femminile                |
| Argento  | Irina Egorova | Pattinaggio di velocità | 1000 m femminile               |
| Argento  | Valentina Stenina | Pattinaggio di velocità | 3000 m femminile               |
| Argento  | Nikolaj Kiselëv | Combinata nordica       | Individuale                    |
| Argento  | Evdokija Mekšilo | Sci di fondo            | 10 km femminile                |
| Bronzo   | Tat'jana Sidorova | Pattinaggio di velocità | 500 m femminile                |
| Bronzo   | Berta Kolokol'ceva | Pattinaggio di velocità | 1500 m femminile               |
| Bronzo   | Igor' Vorončichin | Sci di fondo            | 30 km maschile                 |
| Bronzo   | Ivan Utrobin Gennadij Vaganov Igor' Vorončichin Pavel Kolčin | Sci di fondo            | Staffetta maschile             |
| Bronzo   | Alevtina Kolčina | Sci di fondo            | 5 km femminile                 |
| Bronzo   | Marija Gusakova | Sci di fondo            | 10 km femminile                |